# Jan-Erik Lundevall
Jan-Erik Lundevall, född 15 augusti 1955 i Stockholm, Sverige, död 20 oktober 1975 i Stockholm, var en svensk juniorfotbollstränare. Han blev känd som "Lill-Hyland" för svenska folket då han var bisittare till Lennart Hyland under fjärde säsongen av Hylands hörna 1970.

## Biografi
Lundevall var son till Karl-Erik Lundevall, docent och programdirektör vid Sveriges Radio och Ulla Lundevall.
Lundevall hade astma från ettårsåldern vilket gjorde att han trots ett stort fotbollsintresse inte kunde spela spelet. Istället var han tränare och lagledare, bland annat för det lokala knattelaget Victoria FC i Sankt Erikscupen 1968. Han var från 1969 verksam i Essinge IK som juniorfotbollstränare, klubbledare och materialförvaltare och på somrarna i IS Örnia.
Lundevall träffade Lennart Hyland för första gången i september 1969 under Hylands 50-årskalas i gamla TV-husets studio H. Lundevall skulle där enligt tidningsrapporter ha "pratat omkull" Hyland så att han "tappade målföret".
Den 10 januari 1970 var han Hylands bisittare i Hylands hörna för första gången. Hyland uppskattade Lundevalls munrapphet och han bjöds in att delta även nästa vecka. Lundevall deltog sedan i ytterligare "hörnor" under 1970.
Efter deltagandet i Hylands hörna avstod han mestadels från olika erbjudanden från reklambyråer och folkparker och uttryckte en önskan om att satsa på tränaryrket. Han fortsatte träna Essinge IK fram till 1973 när han gick över till Älvsjö AIK:s juniorer. Han tränade även Brommapojkarna.
Han gick ut Kungsholms gymnasium 1974 och studerade därefter statsvetenskap vid Stockholms universitet. Han dog den 20 oktober 1975 av ett astmaanfall.
Jan-Erik Lundevall är begravd på Norra begravningsplatsen i Solna.